# La Zerbaglia
La Zerbaglia este o arie protejată (arie specială de conservare — SAC, sit de importanță comunitară — SCI) din Italia întinsă pe o suprafață de 553 ha, integral pe uscat.

## Localizare
Centrul sitului La Zerbaglia este situat la coordonatele 45°16′33″N 9°38′15″E / 45.275833°N 9.6375°E.

## Înființare
Situl La Zerbaglia a fost declarat sit de importanță comunitară în iunie 1995 pentru a proteja 89 de specii de animale. Situl a fost protejat și ca arie specială de conservare în iulie 2016.

## Biodiversitate
Situată în ecoregiunea continentală, aria protejată conține 3 habitate naturale: Păduri mixte riverane de Quercus robur, Ulmus laevis și Ulmus minor, Fraxinus excelsior sau Fraxinus angustifolia, de-a lungul marilor râuri (Ulmenion minoris), Păduri aluvionare cu Alnus glutinosa și Fraxinus excelsior (Alno-Padion, Alnion incanae, Salicion albae), Lacuri eutrofice naturale cu vegetație de tip Magnopotamion sau Hydrocharition.
La baza desemnării sitului se află mai multe specii protejate:
- păsări (81): uliu păsărar (Accipiter nisus), lăcar-de-mlaștină (Acrocephalus palustris), fluierar de munte (Actitis hypoleucos), pițigoi codat (Aegithalos caudatus), ciocârlie-de-câmp (Alauda arvensis), pescăruș albastru (Alcedo atthis), rață pitică (Anas crecca), rață mare (Anas platyrhynchos), lăstunul mare (Apus apus), egretă mare (Ardea alba), stârc cenușiu (Ardea cinerea), stârc roșu (Ardea purpurea), stârc galben (Ardeola ralloides), ciuf-de-pădure (Asio otus), cucuvea (Athene noctua), buhai de baltă (Botaurus stellaris), Bubulcus ibis, șorecarul comun (Buteo buteo), sticlete (Carduelis carduelis), Cettia cetti,  prundaș gulerat mic (Charadrius dubius), florinte (Chloris chloris), erete de stuf (Circus aeruginosus), erete vânăt (Circus cyaneus), porumbel gulerat (Columba palumbus), cioară neagră (Corvus corone), cioară de semănătură (Corvus frugilegus), cuc (Cuculus canorus), pițigoi albastru (Cyanistes caeruleus), lăstun de casă (Delichon urbicum), ciocănitoare pestriță mare (Dendrocopos major), egretă mică (Egretta garzetta), măcăleandru (Erithacus rubecula), șoimul rândunelelor (Falco subbuteo), vânturel roșu (Falco tinnunculus), muscar negru (Ficedula hypoleuca), cinteză (Fringilla coelebs), lișiță (Fulica atra), becațină comună (Gallinago gallinago), găinușă de baltă (Gallinula chloropus), gaiță (Garrulus glandarius), Hippolais polyglotta, rândunică (Hirundo rustica), stârc pitic (Ixobrychus minutus), capîntortură (Jynx torquilla), sfrâncioc roșiatic (Lanius collurio), pescăruș argintiu (Larus cachinnans), pescăruș râzător (Larus ridibundus), privighetoare (Luscinia megarhynchos), prigoare (Merops apiaster), gaia neagră (Milvus migrans), codobatură galbenă (Motacilla alba), codobatura galbenă (Motacilla flava), muscar sur (Muscicapa striata), stârc de noapte (Nycticorax nycticorax), grangur (Oriolus oriolus), vultur pescar (Pandion haliaetus), pițigoi mare (Parus major), vrabie (Passer domesticus), vrabie de câmp (Passer montanus), viespar (Pernis apivorus), cormoran mare (Phalacrocorax carbo), coțofană (Pica pica), ciocănitoarea verde (Picus viridis), cristei de baltă (Rallus aquaticus), pițigoi-pungar (Remiz pendulinus), mărăcinar negru (Saxicola torquatus), sitar de pădure (Scolopax rusticola), cănăraș (Serinus serinus), Spatula clypeata, rață cârâitoare (Spatula querquedula), scatiu (Spinus spinus), turturică (Streptopelia turtur), huhurez mic (Strix aluco), graur (Sturnus vulgaris), silvie cu cap negru (Sylvia atricapilla), corcodel mic (Tachybaptus ruficollis), fluierarul de zăvoi (Tringa ochropus), pănțărușul (Troglodytes troglodytes), mierlă (Turdus merula), strigă (Tyto alba)
- amfibieni (1): Rana latastei
- pești (7): sturion de adriatica (Acipenser naccarii), Barbus plebejus, Chondrostoma soetta, zglăvoacă (Cottus gobio), Rutilus pigus, Salmo marmoratus, Telestes muticellus

Pe lângă speciile protejate, pe teritoriul sitului au mai fost identificate 3 specii de plante, 3 specii de amfibieni, 14 specii de mamifere, 4 specii de pești, 5 specii de reptile.